# Mariano Díaz
Mariano Díaz, född 1 augusti 1993, är en dominikansk fotbollsspelare.

## Karriär
I september 2023 värvades Díaz av Sevilla.

## Meriter

### Real Madrid
- La Liga: 2016/2017, 2019/2020, 2021/2022
- Spanska supercupen: 2019/2020, 2021/2022
- Uefa Champions League: 2016/2017, 2021/2022
- Spanska cupen: 2022/2023
- Uefa Super Cup: 2016/2017
- Världsmästerskapet i fotboll för klubblag: 2016, 2018, 2022